# Papelucho
Papelucho és el protagonista d'una sèrie de llibres per a nens creat per l'escriptora xilena Marcela Paz que narren les aventures d'un nen xilè. Papelucho es basa en les experiències de l'autora en la seva infància, i els llibres estan escrits en la forma d'un diari de vida escrit pel personatge principal. Són els més llegits durant l'edat escolar a Xile, a tal grau que alguns formen part del pla de lectura obligatòria.

## Història
Publicat per primera vegada el 1947, encara que la primera obra de la sèrie mai no ha estat publicada per decisió de l'autora i posteriorment dels seus fills. En aquest primer llibre es tocaria el tema de la separació matrimonial, tema tabú per a l'època. Posteriorment la sèrie es va allargar fins a 1974, encara que les successives reedicions arriben fins avui. Una peculiaritat de l'obra és que no adopta un to moralista, molt típic de l'època en la qual va ser escrit. Els pares no semblen ser models de virtut, i la vida del nen transcorre en un clima d'una certa solitud. El llenguatge peculiar del text, els girs idiomàtics i les errades gramaticals li donen gran vivesa i atractiu a la seva lectura.

### El protagonista
El protagonista Papelucho és un nen de vuit anys, que aparentment no compleix més edat, les aventures del qual succeeixen principalment dins del seu cap. El seu enginy i imaginació per interpretar les coses quotidianes de la vida l'han transformat en el personatge infantil més apreciat i llegit de la narrativa xilena. Una de les seves característiques més notòries és la intenció de voler solucionar els problemes, les quals, en introduir-se en un acte concret, acaben per deixar les coses pitjor que com estaven originàriament. Una altra característica del personatge, per regla general font de nombrosos problemes, és la seva intenció de convertir-se algun dia en inventor o científic, que l'ho ha portat a desenvolupar el costum de fer, més o menys constantment, estranys experiments, que per regla general acaben causant-li alguna conseqüència negativa a algú.

## Llibres
La sèrie Papelucho comprèn 12 llibres: 
- Papelucho (1947)
- Papelucho casi huérfano (1951)

En aquest títol és suficient un simple viatge als Estats Units dels pares de Papelucho per fer-li creure que és orfe, i, hoste primer a la casa de la seva tieta Rosario i després en la del sacerdot del poble, transcorren una sèrie d'aventures al carrer.
- Papelucho historiador (1955)

És el més regionalista de tots. En aquest volum Papelucho anirà explorant la història d'Amèrica i després la de Xile relatant-la en forma tan divertida que trenca amb la monotonia dels textos d'estudi. Els girs idiomàtics propis de Xile en Papeluchgo historiador són notoris ja que el llibre tracta gairebé exclusivament de la història xilena (i també en la tapa es veu a Papelucho enarborant una bandera xilena), pel que ha tingut poc èxit a la resta de l'Amèrica Llatina i Europa.
- Papelucho detective (1957)

Papelucho es converteix en testimoni d'un crim que va presenciar per mera casualitat. Els esdeveniments del llibre transcorren entre fets policíacs, però narrats des del punt de vista d'un nen.
- Papelucho en la clínica (1958)

El llibre transcorre durant l'estada de Papelucho en la clínica a causa d'una equivocada operació de apèndix, on fa de les seves amb la seva imaginació al costat d'un altre malalt ancià, del qual es fa molt amic.
- Papelucho perdido (1960)
- Mi hermana Ji, por Papelucho (1964)

Jimena, la germana de Papelucho que neix al final de Papelucho en la clínica, creix i ell es veu enfrontat al problema d'adaptar-se a aquest nou integrant de la seva família.
- Papelucho misionero (1966)
- Papelucho y el marciano (1968)

Det, un nen marcià cau a la Terra, i s'introdueix en l'interior de Papelucho per sobreviure. Es fan amics, i junts construeixen una nau per regressar a Mart.
- Mi hermano hippie, por Papelucho (1971)

Javier, el germà gran de Papelucho s'ha convertit en un hippy, deixant consternada la seva família pel seu nou estil de vida.
Els hereus de Marcela Paz estan treballant en una publicació pòstuma, nomenada de manera provisional Papelucho doctor, en la qual el personatge es veu enfrontat a la diabetis, malaltia que patia Marcela Paz. Ella va posar molta dedicació a aquest treball, que no va arribar a publicar. Existiria a més a més un altre llibre inèdit, en el qual Papelucho enfrontaria la separació dels seus pares.

## Traduccions
Una edició francesa del primer llibre de la sèrie va sortir el 1951 en la Col·lecció "Rouge et Bleue" (editors GP, traduït i adaptat per G. Tyl-Cambier). El text va ser adaptat i publicat amb il·lustracions a color com un llibre de gran format, que va tenir molt d'èxit, 25.000 exemplars que es van vendre ràpidament i una segona edició que va aparèixer dos anys més tard. El 1980, una nova edició en francès va aparèixer i va sobreviure a diversos canvis en la casa editorial: Bordas sent succeït per Pocket, després Havas Poche, fins al final de la dècada dels noranta.
La casa japonesa Kōdansha publicar el 1972 una traducció al japonès amb dibuixos de Marcela Claro Huneeus, filla de l'autora. Una edició grega va ser publicada per Kedros, Atenes, 1984. I recentment Anicia a Roma ha publicat la traducció italiana de quatre dels llibres.
També hi ha una versió bilingüe espanyol-anglès, disponible a Xile des de finals de 2006, realitzada per Lina Craddock, Ailsa Shaw i Jean Paul Beuchat.

### Adaptació a llibre digital
L'any 2013, el Centre de Desenvolupament de Tecnologies d'Inclusió (CEDETi), pertanyent a la Pontifícia Universitat Catòlica de Xile, amb el suport de SENADIS i Ediciones Marcela Paz, va desenvolupar una adaptació digital del primer llibre de Papelucho. Aquesta versió és accessible per a persones amb discapacitat sensorial.

## Pel·lícula
L'empresa Cineanimadores -responsables de la pel·lícula animada Ogú i Mampat en Rapa Nui- i Canal 13 van portar a terme una versió cinematogràfica de dibuixos animats del llibre Papelucho y el marciano. Va ser estrenada el 17 de maig de 2007.